# Stazione di Bari Centrale
Stazione di Bari Centrale egy vasúti pályaudvar Bariban, Olaszországban. Egyike az ország 13 legforgalmasabb pályaudvarának, így a Grandi Stazioni üzemelteti. 1864-ben nyílt meg.

## Vasútvonalak
Az állomást az alábbi vasútvonalak érintik:
- Ancona–Lecce-vasútvonal
- Bari–Taranto-vasútvonal
- Bari–Martina Franca–Taranto-vasútvonal
- Bari–Casamassima–Putignano-vasútvonal
- Bari–Bitritto-vasútvonal

## Kapcsolódó állomások
A vasútállomáshoz az alábbi állomások vannak a legközelebb:
- Stazione di Marconi
- Stazione di Bari Zona Industriale
- Stazione di Bari Sud Est
- Stazione di Bari Sant'Andrea
- stazione di Bari Santa Rita (stazione di Bitritto, Bari–Bitritto-vasútvonal)

## Képgaléria

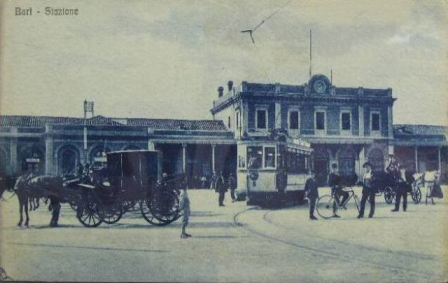
Az állomás 1920-ban
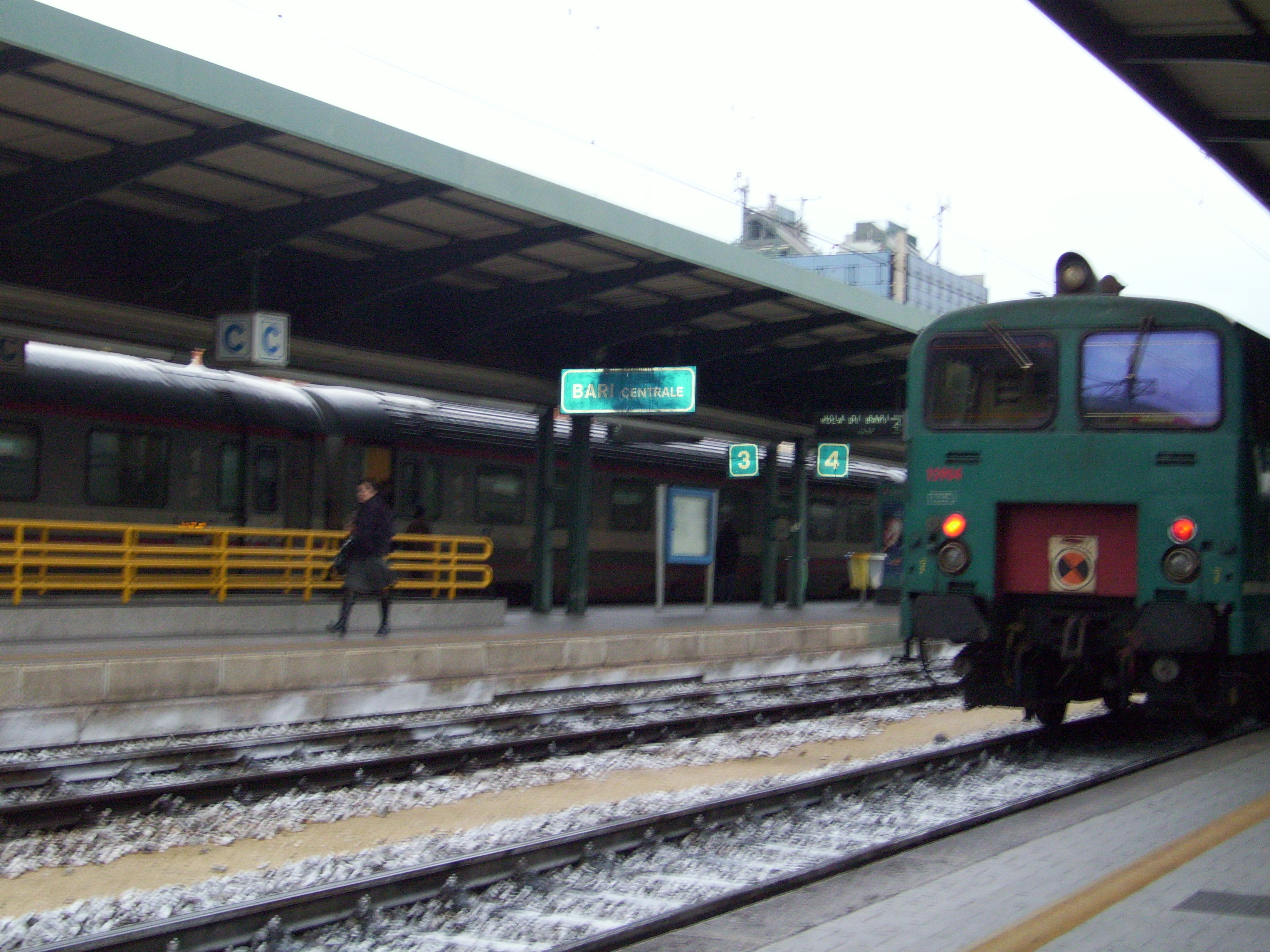
Ingavonat az állomáson
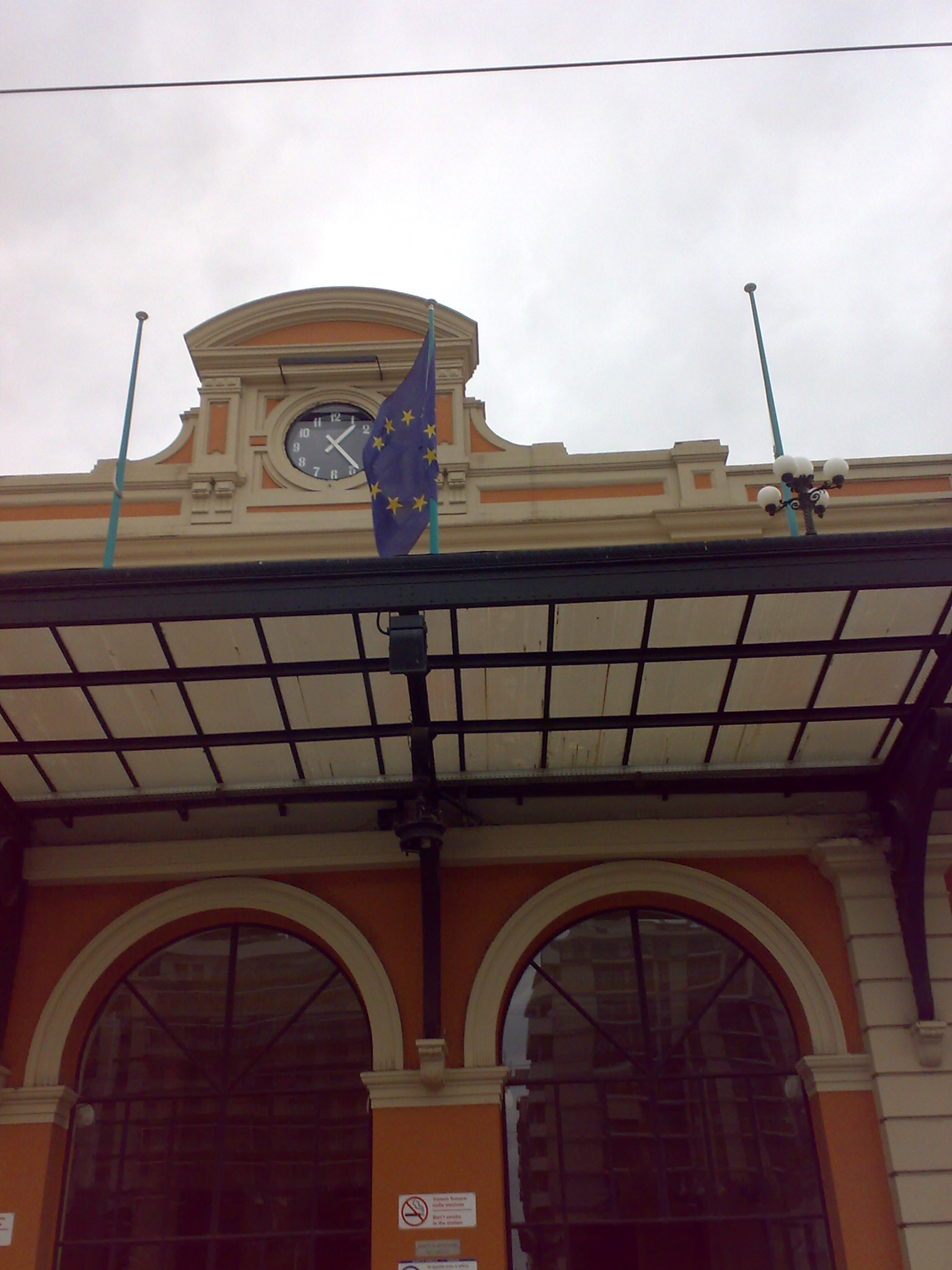
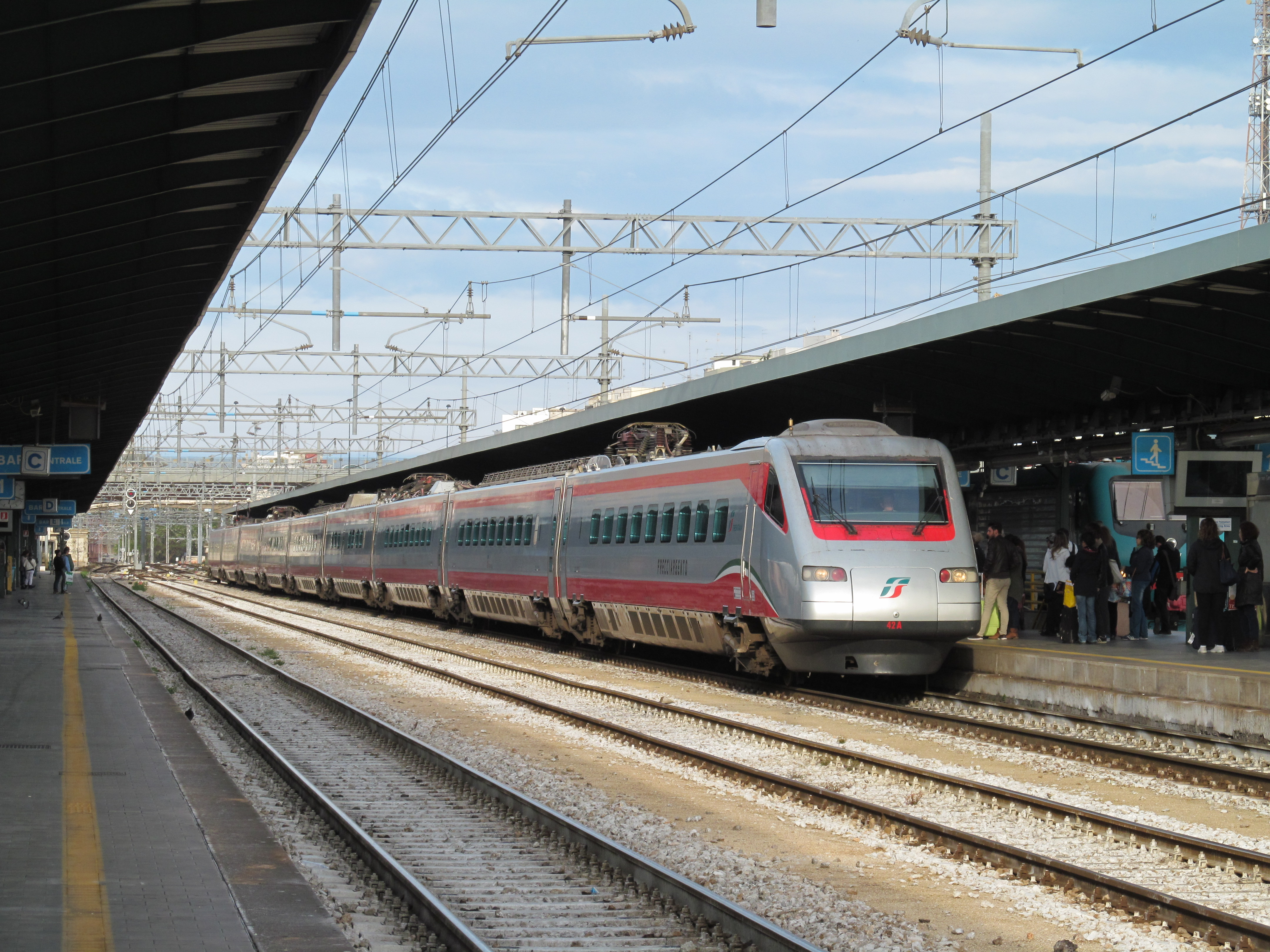
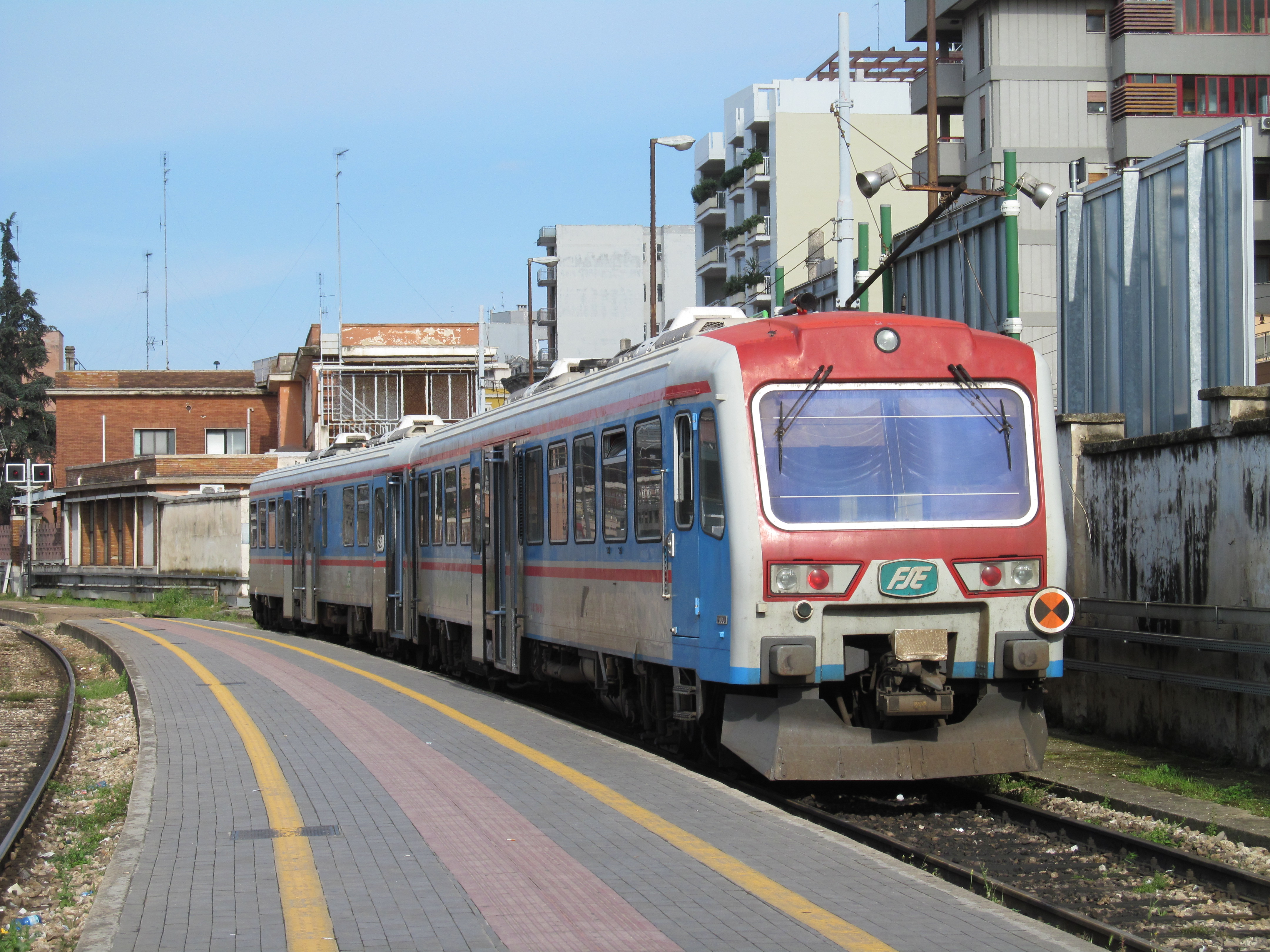
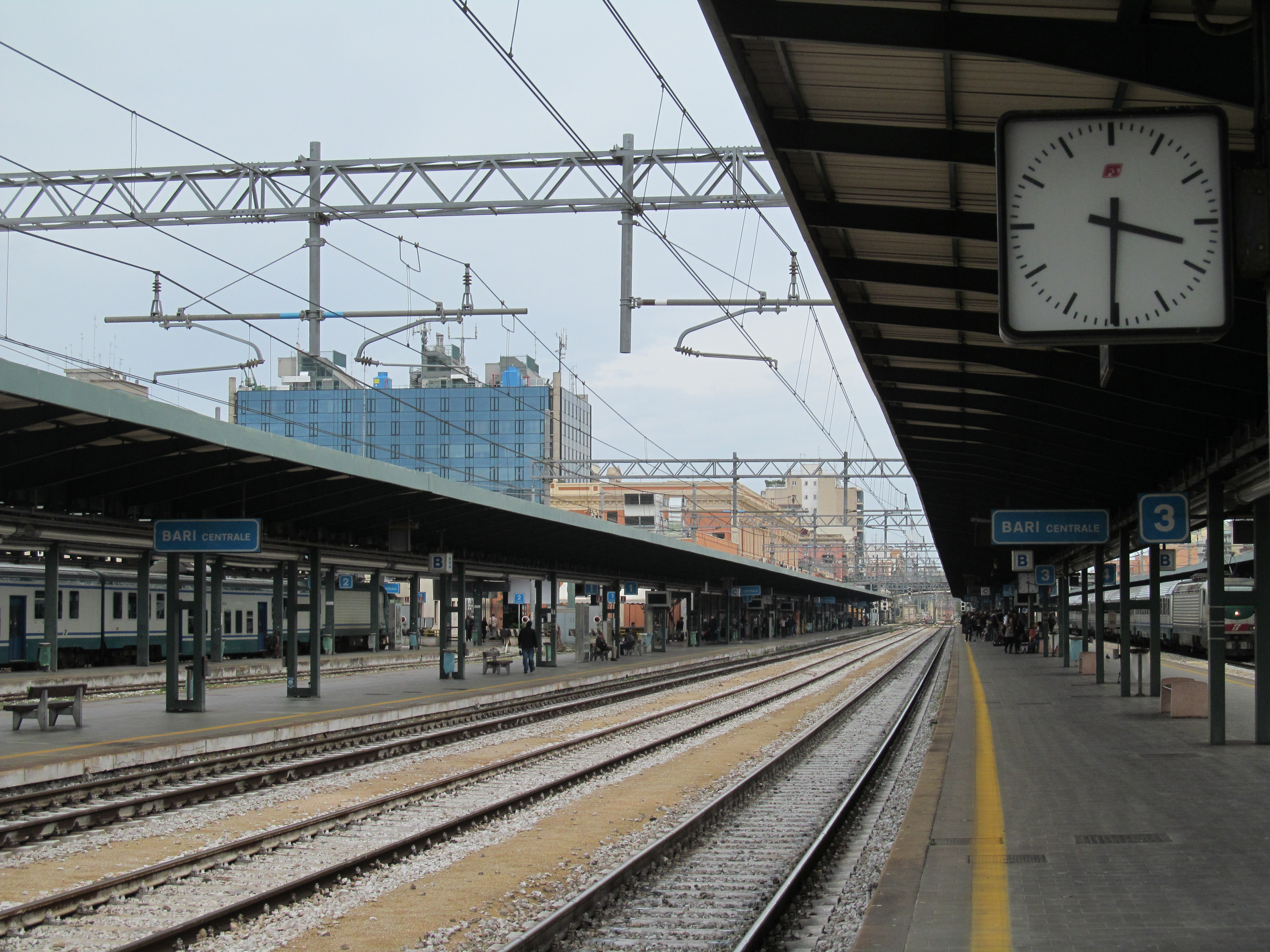
A peronok